# Karl Ludwig Harding
Karl Ludwig Harding (n. 29 septembrie 1765, Lauenburg/Elbe, Saxa-Lauenburg⁠(d) – d. 31 august 1834, Göttingen, Regatul Hanovra) a fost un astronom german cunoscut drept descoperitor al asteroidului 3 Juno.

## Biografie
Harding s-a născut la Lauenburg/Elbe și a studiat teologia la Universitatea Göttingen. În 1796 Johann Hieronymus Schröter l-a angajat pe Harding să-l mediteze pe fiul său. Schröter era pasionat de astronomie, iar Harding a devenit la scurt timp inspector în observatorul astronomic al acestuia.
În 1804 Harding a descoperit Juno în observatorul lui Schröter, după care a plecat la Göttingen să lucreze cu Carl Friedrich Gauss, fiind profesor de astronomie.
Pe lângă Juno, el a descoperit și trei comete și a publicat:
- Atlas novus coelestis (1808-1823; reeditat de Jahn, 1856) catalog cu 120.000 de stele
- Kleine astronomische Ephemeriden (editat cu Wiessen, 1830-35)
- a cinsprezecea publicație din seria Sternkarten a Academiei din Berlin (1830)

Craterul Harding de pe Lună își are numele de la el, la fel ca asteroidul 2003 Harding.